# Опсада Кандије
Опсада Кандије (данашњи Ираклион) представља опсаду престонице Кандијске краљевине од стране Турака током тзв. "Кандијског рата". Трајала је од 1648. до 1669. године што је, након опсаде Сеуте, чини другом најдужом опсадом у историји. 

## Увод
Млечани формирају Краљевину Кандију након Четвртог крсташког рата 1204. године. Такозвана "Венетократија" трајаће до избијања Кандијског рата. Млетачка моћ на Медитерану опада током 16. и 17. века. Формирањем Кипарског вилајета, након завршетка Критског рата (1571), Млечани губе последње територије у источном Медитерану, сем Крита. Малтешки витезови нападају османски конвој који се из Александрије кретао ка Цариграду (1644). Са пленом су пристигли на Кандију. Међу заробљеницима су били ходочасници који су ишли у Меку, као и главни евнух и кадија Каира. Одговор Османлија било је искрцавање 60.000 војника на острво јуна 1645. године. Опседнута је Канеја (данашња Ханија) и Ретима (данашњи Ретимно). Османлије окупирају остатак острва између 1645. и 1648. године и предузимају опсаду престонице острва, Кандије. 

## Опсада
Опсада Кандије отпочела је маја 1648. године. Турци прекидају снабдевање водом и три месеца постављају опсаду града. Ометали су морске путеве између Крита и Венеције онемогућивши Млечане да помогну опседнутом граду. У наредних 16 година они су бормбардовали град. Млечани покушавају да блокирају османске територије у Дарданелима како би пресекли снабдевање османских трупа. У складу са овим циљем, Млечани предузимају низ поморских акција, од којих су најзначајније оне из 21. јуна 1655. и 26. августа 1656. године. Следеће године, јула месеца, Османлије су нанеле пораз млетачком капетану Лазару Моценигу који је погинуо када је на њега пао јарбол брода. Вашварски мир (1664) са Аустријом омогућио је Османлијама да појачају снаге. Пораз млетачке флоте 1667. године био је погубан за морал бранитеља Кандије. Град се предао после две године. Године 1669. млетачке снаге, по наређењу Франческа Морозинија, напуштају град. 

## Последице
Мировним споразумом из 1669. године Млечани предају Крит Турцима, а заузврат добијају Далмацију. Током Великог бечког рата Млечани се боре за повраћај Крита, али им он није враћен Карловачким миром из 1699. године, као ни Пожаревачким миром из 1718. године којим је окончан последњи Млетачко-турски рат. По завршетку овог рата, Венеција престаје да игра значајну улогу у европској политици. Турци на Криту формирају Критски вилајет који ће постојати до краја Критског устанка. Тада је формирана Критска држава која ће се, Лондонским споразумом, ујединити са Грчком, по завршетку Првог балканског рата.